# Nicotinato di mentile
Il nicotinato di mentile o mentil nicotinato è un composto organico di formula C16H23NO2. È l'estere mentolico dell’acido nicotinico. A temperatura ambiente si presenta come un liquido viscoso bianco trasparente, praticamente inodore. Se riscaldato, ha un odore balsamico che ricorda la menta.
È impiegato come derivato lipofilo della niacina in prodotti cosmetici e per la cura della persona, in prodotti lubrificanti per uso personale e per l’igiene intima.
Il mentil nicotinato viene rapidamente assorbito attraverso lo strato corneo e lentamente idrolizzato dall’esterasi della pelle in niacina e mentolo. Questo lento rilascio equi-molare di niacina e mentolo previene l'eccessivo rossore da niacina (niacin flush), che si osserva comunemente con altri nicotinati.
La niacina è un precursore del coenzima Nicotinammide adenina dinucleotide (NAD), che riveste una funzione essenziale in tutti i processi cellulari attinenti alla difesa immunitaria e alla riparazione del DNA danneggiato da radiazioni UV.
La niacina è stata inoltre utilizzata e testata in programmi di disintossicazione al fine di ridurre o rimuovere i depositi di sostanze tossiche esogene accumulatisi nel tessuto adiposo cutaneo.
Test in vitro hanno evidenziato la cinetica di rapido assorbimento cutaneo del mentil nicotinato e del suo lento rilascio di niacina.
Anche la sua efficacia antiossidante, antinquinamento, detossinante e protettiva nei confronti di diversi agenti di danno (radiazioni UV, composti ossidanti, particolato urbano e fumo di sigaretta) è stata studiata e valutata in vitro. I risultati indicano un significativo aumento della funzione barriera della pelle.